# Bulbophyllum porphyrotriche
Bulbophyllum porphyrotriche là một loài phong lan thuộc chi Bulbophyllum.